# Neromia carnifrons
Neromia carnifrons är en fjärilsart som beskrevs av Butler 1883. Neromia carnifrons ingår i släktet Neromia och familjen mätare. Inga underarter finns listade i Catalogue of Life.